# Compsotropha selenias
Espèce
Compsotropha selenias est une espèce de lépidoptère de la famille des Oecophoridae.

## Répartition
Ce papillon est endémique d'Australie, y compris en Tasmanie. 

## Description
Ses chenilles se nourrissent sur plusieurs espèces d’Eucalyptus.

## Systématique
Le nom valide complet (avec auteur) de ce taxon est Compsotropha selenias Meyrick, 1884.